# Corporación Takenaka

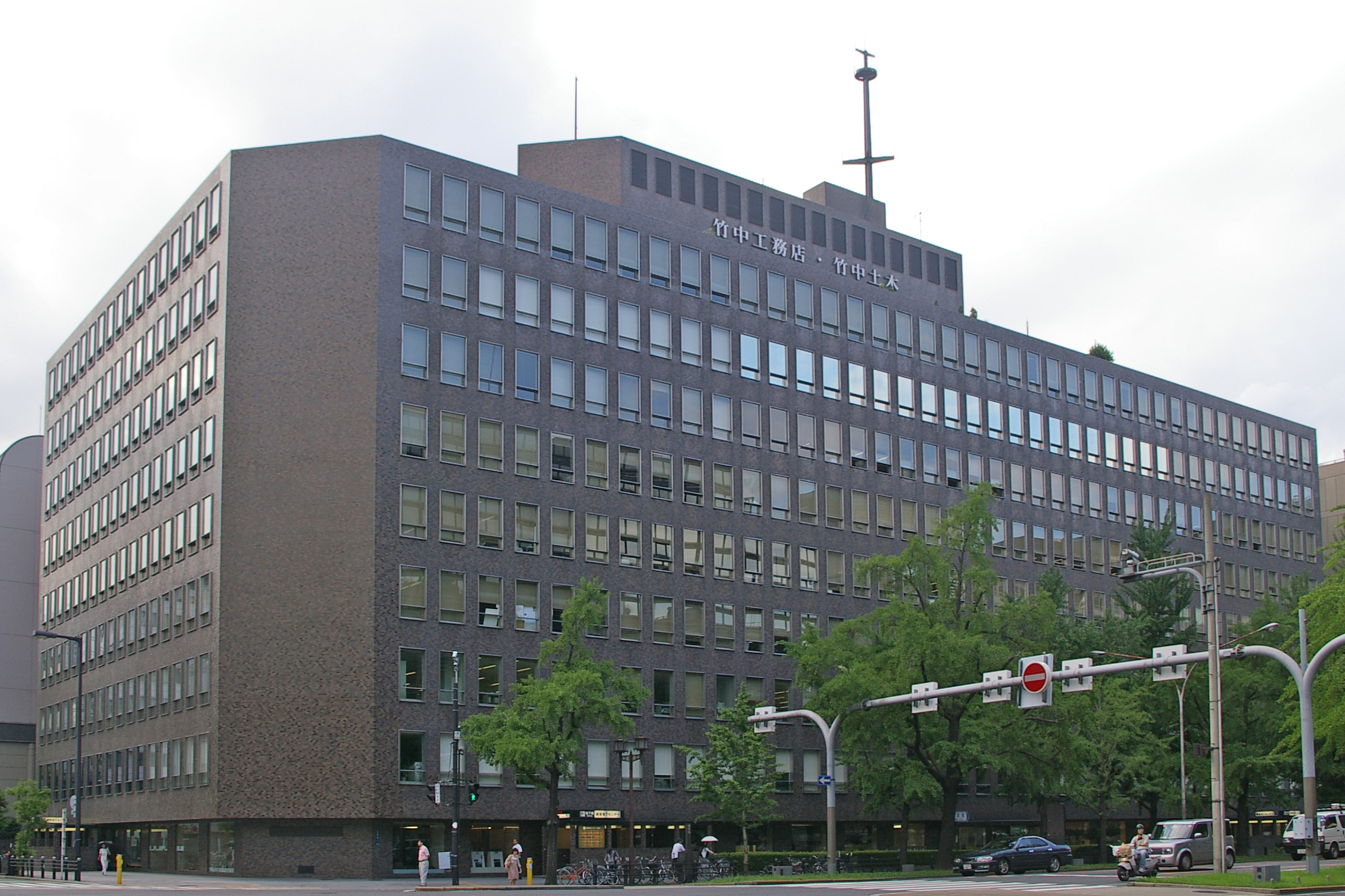
Mido Building, casa central de la Corporación Takenaka en Chuo-ku, Osaka

La Corporación Takenaka (株式会社竹中工務店 Kabushiki Kaisha Takenaka Kōmuten?) es la empresa constructora más antigua de Japón.
En 1610, Tobei Matasaka, un carpintero de templos, empezó un negocio en Nagoya. El negocio pasó de generación a generación como una empresa familiar y construyó algunos de los primeros edificios de estilo occidental de la segunda mitad del siglo XIX, la mayoría en Nagoya. En 1899, Toemon Takenaka, descendiente del fundador original de la 14.ª generación, estableció una sucursal en Kobe y fundó la Corporación Takenaka como empresa oficial.
La empresa creció a lo largo del siglo XX: su capital en 1909 era de unos 100 000 yenes, 6 millones en 1938, 1500 millones en 1959 y 50 000 millones en 1979. Hoy en día, es una empresa multinacional con oficinas en 18 países. Su presidente (2004) es Toichi Takenaka.
La corporación Takenaka ha construido algunos de los edificios más importantes de Japón, como la Torre de Tokio y los estadios Tokyo Dome y Fukuoka Dome, entre otros.